# Tor Krook
Tor Krook, född 14 maj 1893 i Närpes, död 15 maj 1970 i Karleby, var en finländsk präst och skriftställare. Han var bror till Ragnar Krook.
Krook blev teologie doktor 1932. Han var 1922–1934 kaplan och 1934–1964 kyrkoherde i Karleby. Som kyrkohistoriker ägnade han sig särskilt åt studiet av pietismens historia i Österbottens svenskbygder; bland hans arbeten märks Väckelserörelserna i Österbottens svenska församlingar under 1800-talet (2 band, 1931) och biografier över Jonas Lagus (1947) samt Anders Chydenius (1952). Krook var engagerad inom fredsrörelsen, de frisinnade samhällssträvandena och nykterhetsarbetet. Hans Minnen utgavs postumt 1973.